# Hoch-Entropie-Legierung

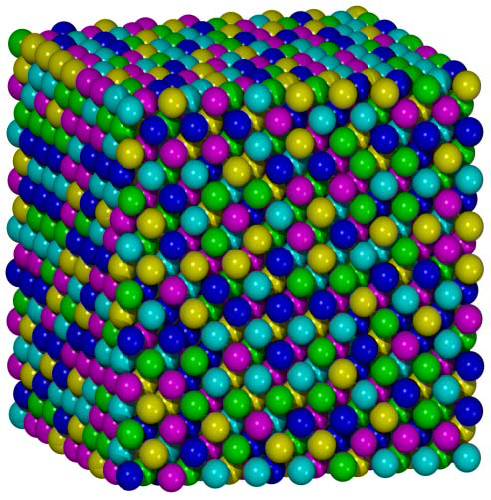
Atome in kfz-Gitter der Legierung CoCrFeMnNi

Hoch-Entropie-Legierungen (engl. High Entropy Alloy) sind Werkstoffe, die aus mehreren Legierungselementen mit (nahezu) gleichen Legierungsanteilen bestehen. In der Materialwissenschaft und Werkstofftechnik wird derzeit viel an ihnen geforscht, da theoretisch alle vorstellbaren Materialeigenschaften mit ihnen verwirklicht werden können. Bisher bestanden Legierungen aus ein oder zwei Grundmaterialien, die durch Zugabe von geringeren Mengen an Legierungselementen in ihren Eigenschaften verbessert wurden. Als Beispiel sei hier die Bedeutung von Kohlenstoff in Stahl genannt. Hoch-Entropie-Legierungen können beispielsweise den TRIP- und den TWIP-Effekt in einer Legierung vereinen.

## Geschichte
Hoch-Entropie-Legierungen wurden bereits schon früher in Fachartikeln erwähnt, größere Betrachtung fanden sie allerdings erst nach Veröffentlichungen von Jien-Wei Yeh und Brian Cantor im Jahr 2004 bzw. zu Beginn der 2010er Jahre, die unabhängig voneinander das Gebiet der Hoch-Entropie-Legierungen beschrieben. Von Cantor stammt auch die gleichatomige Legierung FeCrMnNiCo (Eisen-Chrom-Mangan-Nickel-Kobalt). Sie ist derzeit die am häufigsten untersuchte Hoch-Entropie-Legierung.
Seitdem Hoch-Entropie-Legierungen genauer untersucht werden, wird auch die Stoffzusammensetzung Mo-Pd-Rh-Ru-Tc (Molybdän-Palladium-Rhodium-Ruthenium-Technetium) als Hoch-Entropie-Legierung gezählt. Diese Zusammensetzung kann in Form von Partikeln an Korngrenzen und an Gasblasen nach Kernspaltungen in Kernbrennstoffen gefunden werden. Da hier das metastabile Isotop Technetium-99m enthalten ist, welches in der Medizintechnik Verwendung findet, gibt es auch für diese Legierung ein größeres Forschungsinteresse.

## Definition
Es gibt noch keine einheitlich anerkannte Definition von Hoch-Entropie-Legierungen. Ursprünglich definierte Yeh Hoch-Entropie-Legierungen als Legierungen, die aus mindestens 5 Elemente mit einem Atomanteil von 5 bis 35 Atomprozent bestehen. Diese Definition wird aber inzwischen als nicht ausreichend anerkannt. Otto et al. schlug vor, dass nur Legierungen, die Mischkristalle ohne intermetallische Phasen formen, als „wahre“ Hoch-Entropie-Legierungen bezeichnet werden sollten, da die Entropie beim Bilden einer geordneten, festen Phase sinkt.
Manche Autoren bezeichnen bereits Legierungen, die aus 4 Komponenten zusammengesetzt sind, als Hoch-Entropie-Legierungen.

## Legierungsdesign
Konventionell wird für das Legierungsdesign ein Hauptelement (z. B. Eisen, Aluminium, Kupfer) entsprechend den Eigenschaften gewählt. Diese Elemente werden dann durch Zugabe von oft geringen Mengen an anderen Elemente verbessert oder auch andere Eigenschaften werden hinzugefügt. Natürlich gibt es bereits Binär-Legierungssysteme, in denen die Mengen der Legierungsanteile fast gleich sind (vgl. Pb-Sn Lote). Allerdings hat sich die Forschung im Bereich der Phasendiagramme bisher auf Zwei- und Drei-Phasen-Systeme und da hauptsächlich auf die Randbereiche bzw. Eckpunkte konzentriert, sodass weniger über die mittleren Bereiche im Phasendiagramm bekannt ist. Da sich bei Systemen mit 4 und mehr Komponenten außerdem noch Darstellungsprobleme im 2-dimensionalen Raum ergeben, ist über solche Systeme noch weniger bekannt.

### Phasenbildung
Mit Hilfe der Gibbsschen Phasenregel {\displaystyle f=N-P+2} kann die maximale Anzahl an Phasen, die theoretisch ein Gleichgewichtssystem ergeben, ermittelt werden. Bei konstantem Druck sind dies 21 Elemente. Cantor entwarf eine Legierung aus 20 verschiedenen Komponenten (Mn, Cr, Fe, Co, Ni, Cu, Ag, W, Mo, Nb, Al, Cd, Sn, Pb, Bi, Zn, Ge, Si, Sb und Mg). Alle Komponenten hatten einen Anteil von 5 Atomprozent. Als Ergebnis entstand hauptsächlich eine kubisch flächenzentrierte Phase bestehend hauptsächlich aus Fe, Ni, Cr, Co und Mn, welche auch noch im festen Zustand weiterbestand. Konventionelle Legierungen lassen sich nur mischen, wenn die Legierungselemente ähnliche Kristallsysteme besitzen (vgl. Hume-Rothery Regeln). Dies trifft auf Hoch-Entropie-Legierungen nicht zu.

### Thermodynamik
Die hergestellten Hoch-Entropie-Legierungen bestehen alle aus Mischkristallen. Nach Yeh lässt sich das mit der hohen Mischungsentropie eines beliebigen Mischkristalls, der eine große Anzahl an Elementen besitzt, begründen. Phasen versuchen möglichst immer den niedrigsten Gibbs-Energiezustand einzunehmen. Daher und mit {\displaystyle \Delta G=\Delta H-T\Delta S} steigt mit zunehmender Entropie ({\displaystyle \Delta S}) die Wahrscheinlichkeit der Bildung solcher stabiler Hoch-Entropie Mischkristalle. Die Mischungsentropie kann mit Hilfe der folgenden Formel berechnet werden:
{\displaystyle \Delta S_{\text{mix}}=-R\sum _{i=1}^{N}c_{i}\ln c_{i}}
mit {\displaystyle R} der idealen Gaskonstante, {\displaystyle N} der Anzahl der Komponenten und {\displaystyle c_{i}} der Atomkonzentration der Komponente i. Man erkennt, dass Legierungen mit gleicher Konzentration der Komponenten eine hohe Entropie besitzen. Des Weiteren sieht man, dass mit zusätzlichen Komponenten die Entropie weiter ansteigt. Eine Legierung bestehend aus 5 Komponenten (alle mit der gleichen Atomkonzentration) haben eine Mischungsentropie von {\displaystyle 1{,}61R}.
| Parameter | Eigenschaft                 |
| --------- | --------------------------- |
| ∆Smix     | Maximieren                  |
| ∆Hmix     | > −10 und < 5 kJ/mol        |
| Ω         | ≥ 1,1                       |
| δ         | ≤ 6,6%                      |
| VEC       | ≥ 8 für kfz, < 6,87 für krz |

Des Weiteren muss die Mischungsenthalpie {\displaystyle \Delta H_{\text{mix}}}betrachtet werden. Diese wird wie folgt berechnet:
{\displaystyle \Delta H_{\text{mix}}=\sum _{i-1,i\neq j}^{N}4\Delta H_{AB}^{\text{mix}}c_{i}c_{j}}
mit {\displaystyle \Delta H_{AB}^{\text{mix}}} der binären Mischungsenthalpie der Komponenten A und B und ci bzw. cj der Atomkonzentrationen der Komponenten i bzw. j. Zhang et al. fand durch empirische Untersuchungen heraus, dass {\displaystyle \Delta H_{\text{mix}}}zwischen −10 und 5 kJ/mol liegt. Otto et al. beschreibt, dass wenn in der untersuchten Zusammensetzung bereits bekannt ist, dass zwei Komponenten auch in zweiphasigen Systemen Mischkristalle bilden, so steigt die Wahrscheinlichkeit, dass auch in Mehrkomponentensystemen sich Mischkristalle bilden.
Beide thermodynamischen Parameter können zu dem neuen Parameter {\displaystyle \Omega } zusammengefasst werden.
{\displaystyle \Omega ={\frac {T_{m}\Delta S_{\text{mix}}}{\left\vert \Delta H_{\text{mix}}\right\vert }}}
mit {\displaystyle T_{m}} der mittleren Schmelztemperatur aller Legierungselemente. {\displaystyle \Omega } sollte größer oder gleich 1,1 für Mischkristallbildung sein.

### Kinetik
Der Atomradius der einzelnen Komponenten sollte annähernd gleich sein, damit sich Mischkristalle bilden. Zhang et al. haben dafür einen neuen Parameter {\displaystyle \delta } eingeführt, um die Atomradiendifferenz auszudrücken.
{\displaystyle \delta ={\sqrt {\sum _{i=1}^{N}c_{i}{\Bigl (}1-{\frac {r_{i}}{\bar {r}}}{\Bigr )}^{2}}}}
mit {\displaystyle r_{i}} dem Atomradius des Elements i und {\displaystyle {\bar {r}}=\sum _{i=1}^{N}c_{i}r_{i}}. Für Mischkristallbildung sollte {\displaystyle \delta \leq 6{,}6\,\%} betragen. In manchen Legierungen entstehen für {\displaystyle 4\,\%\leq \delta \leq 6{,}6\,\%} intermetallische Phasen.

### Andere Eigenschaften
Um Abzuschätzen, ob die Kristallstruktur kubisch flächenzentriert (kfz) oder kubisch raumzentriert (krz) ausgeprägt ist, kann die Valenzelektronenkonzentration (VEC) betrachtet werden. Eine mittlere Valenzelektronenkonzentration ≥ 8 wird ein kubisch flächenzentriertes Kristallgitter bilden, eine mittlere Valenzelektronenkonzentration ≤ 6,87 wird ein kubisch raumzentriertes Kristallgitter bilden. Für Valenzelektronenkonzentrationen dazwischen werden sowohl kfz als auch krz Kristallgitter entstehen. In Chrom- und Vanadium-haltigen Hoch-Entropie-Legierungen kann die Valenzelektronenkonzentrationen auch zur Vorhersage der spröden σ-Phase angewandt werden.

## Herstellung
Zur Herstellung von Hoch-Entropie-Legierungen benötigt man spezielle Technologien.
- Bisherige Untersuchungsproben wurden oftmals im Lichtbogen- oder Induktionsofen erschmolzen.
- Eine weitere Möglichkeit der Herstellung ist mechanisches Legieren mit Hilfe einer Hochenergie-Kugelmühle. Hierbei kommen die Reinmetalle in Pulverform zum Einsatz. Die gemahlenen Pulver können dann zur Kompaktierung heiß- bzw. kaltisostatisch gepresst oder spark plasma gesintert werden. Diese Methode eignet sich besonders bei Legierungen, in denen die Schmelzpunkte der einzelnen Komponenten sehr weit auseinander liegen (z. B. AlLiMgScTi).
- Außerdem können durch Gasphasenprozesse (z. B. Sputtern, Molekularstrahlepitaxie) verschiedene Legierungen hergestellt werden.
- Weitere Möglichkeiten sind Thermisches Spritzen, Auftragschweißen und Elektroplattieren.

## Eigenschaften

### Mechanische Eigenschaften
Die mechanischen Eigenschaften der Hoch-Entropie-Legierungen hängen stark von der gebildeten Kristallstruktur ab. So besitzen Hoch-Entropie-Legierungen mit einem kubisch raumzentrierten Kristallgitter häufig eine hohe Streckgrenze und eine geringe Bruchdehnung (z. B. Al7,5Cr22,5Fe35Mn20Ni15), während es bei Hoch-Entropie-Legierungen mit kubisch flächenzentrierten Kristallgitter genau andersherum ausgeprägt ist (z. B. CoCrMnNiFe).
CoCrMnNiFe besitzt neben der hohen Bruchdehnung auch sehr gute mechanische Eigenschaften bei niedrigen Temperaturen. Beim Abkühlen von Raumtemperatur auf 77 K (−196,15 °C) steigt die Streckgrenze und die Bruchdehnung an. Dies ist auf die Bildung von Zwillingen im Nanometerbereich zurückzuführen, ein Mechanismus, der nicht bei hohen Temperaturen auftritt. Ein möglicher Anwendungsfall könnte der Einsatz als Konstruktionswerkstoff bei niedrigen Temperaturen sein. Auf Grund der hohen Festigkeit ist auch der Einsatz als Energieabsorptionswerkstoff vorstellbar. Allerdings haben Forschungen ergeben, dass diese Funktionen auch mit konventionellen Werkstoffen zu erreichen sind. Bei der Prüfung bis 77 K von kubisch raumzentrierten AlCoCrNiFe im Kerbschlagbiegeversuch konnte Übergang vom Verformungs- zum Sprödbruch beobachtet werden.
Al0,5CoCrCuNiFe (kubisch flächenzentriertes Kristallgitter) zeigt in Ermüdungsversuchen eine hohe Lebensdauer und eine hohe Dauerfestigkeit. Allerdings hatten sich während der Probenherstellung Aluminiumoxidpartikel und Mikrorisse gebildet, wodurch die Ergebnisse eine starke Streuung aufweisen.
Die einphasige, nanokristalline Legierung Al20Li20Mg10Sc20Ti30 besitzt eine Mikrohärte von 4,9 – 5,8 GPa bei einer Dichte von 2,67 g/cm3, womit es eine Alternative zu Keramiken (z. B. SiC) darstellt. Jedoch sind die hohen Kosten für Scandium der limitierende Einsatzfaktor.
VNbMoTaW (kubisch raumzentriertes Kristallgitter) besitzt hohe Zugfestigkeiten auch noch bei sehr hohen Temperaturen (Zugfestigkeit von ca. 650 MPa bei 1400 °C), wodurch es sich für Anwendungen in der Feuerfestindustrie eignet. Jedoch ist der Werkstoff bei Raumtemperatur sehr spröde und besitzt eine hohe Dichte. Zu den Kriecheigenschaften gibt es noch keine Veröffentlichungen.
Durch das Einbringen von Oxiden als sogenannten „ordered oxygen complexes“ in z. B. Titan- oder Zirkoniumlegierungen können Werkstoffe mit hohen Verfestigungs- und gleichzeitig guten Duktilitätseigenschaften erzielt werden.

### Elektrische und magnetische Eigenschaften
CoCrCuNiFe (kubisch flächenzentrierte Kristallstruktur) besitzt paramagnetische Eigenschaften. Durch Zugabe von Titan ändert sich die Kristallstruktur und es liegen neben dem kubisch flächenzentrierten Kristallgitter amorphe Bereiche und Partikel der Laves-Phase im Nanometerbereich vor. Die Eigenschaften der Legierung ändern sich zu superparamagnetisch.
BiFeCoNiMn besitzt eine hohe magnetische Koerzitivität. TaNbHfZrTi ist ein Supraleiter mit einer Sprungtemperatur zwischen 5 und 7,3 K.

### Weitere Eigenschaften
Das Hochtemperaturoxidationsverhalten von Hoch-Entropie-Legierungen wurde bisher nur wenig untersucht. Es zeigt sich aber, dass sich höhere Aluminium- und Chromgehalte und niedrigere Eisengehalte positiv auf das Verhalten auswirken.
Das Korrosionsverhalten in Schwefelsäure oder Natriumchlorid-Lösung ist vergleichbar zu dem von rostfreien Stählen.